# 第一次星間大戦
- マクロスシリーズ > 超時空要塞マクロス > 第一次星間大戦
  - マクロスシリーズの用語一覧 > 第一次星間大戦

第一次星間大戦（だいいちじせいかんたいせん、Space War I）は、テレビアニメ『超時空要塞マクロス』の作品舞台となる架空の戦争の名称。資料によっては、「第一次星間戦争」と表記される場合もある。作品世界内における西暦2009年2月から西暦2010年3月にかけて、地球人類と異種族ゼントラーディとの間で行われる宇宙戦争。「第一次」とあるが、現時点では第二次以降の星間大戦が明確に設定されているわけではない。
なお、アニメ映画『超時空要塞マクロス 愛・おぼえていますか』もこの宇宙戦争を舞台とするが、異なる設定付けがなされている。詳細は劇場版を参照。

## 概要
西暦1999年のASS-1落下に伴い樹立された地球統合政府と、ゼントラーディ基幹艦隊の一つである第118基幹艦隊（ボドル基幹艦隊）の間の戦争。SDF-1マクロスの主砲による砲撃でゼントラーディ軍の艦艇が撃沈されたことが直接の開戦の引き金となる。
戦争の結果、第118基幹艦隊は旗艦を失い壊滅（航行可能な残存艦は全て撤退）、同艦隊のボドルザー司令長官は戦死。人類も基幹艦隊約480万隻による地球全土にわたる軌道爆撃によって、地球の生態系もろとも壊滅的なダメージを被り、地上での生存者数はわずか約100万人足らず（後継作品では異説あり）となる。

## 陣営
- 地球側 - 地球統合政府および地球統合軍。のちにゼントラーディ軍第67グリマル級分岐艦隊（ブリタイ艦隊）、基幹艦隊直衛艦隊（ラプラミズ艦隊）が基幹艦隊から離反、マクロスと同盟を締結。同盟に反対し、独自の判断で離脱していた第109分岐艦隊（カムジン艦隊）はボドル基幹艦隊との戦闘中に合流する。
- ゼントラーディ側 - 第118基幹艦隊（ボドル基幹艦隊）。

## 開戦前状況
西暦1999年7月に地球に落下してきたASS-1からゼントラーディ軍や監察軍の存在を察知した人類は、統合戦争の末、地球統合政府と地球統合軍を樹立。ASS-1からもたらされたオーバーテクノロジーを解析、会得しながら、その技術をもってASS-1を宇宙軍所属SDF-1マクロスとして改修。同時に既存兵器の発展と新兵器の開発を推進させ、バトロイド・バルキリーやデストロイドシリーズの開発、宇宙軍の創設等を行い、宇宙規模の戦闘勢力に対抗する準備を行っていた。
一方、ゼントラーディ軍と監察軍は50万周期前から戦争状態を継続していたが、太陽系近辺における戦闘の際、一隻の砲撃戦艦 (ASS-1) が監察軍から放棄された。放棄艦は自動操縦にて単独でフォールド航行に突入し、戦線を離脱。月の軌道上に出現し、地球へと落下する。この戦艦の航跡を追って、ゼントラーディ軍第118基幹艦隊・第67グリマル級分岐艦隊（ブリタイ艦隊）がゼントラーディとしては初めて太陽系へ侵入する。

## 開戦
西暦2009年2月、南アタリア島に落下したASS-1を復元改修して完成したSDF-1マクロスの盛大な進宙セレモニーの開催中、月軌道上にASS-1の追跡調査の任務にあたっていたブリタイ艦隊が出現、偵察艦（ピケット艦）2隻を地球に向けて進攻させる。超時空レーダーがASS-1出現時と同様の時空振動と発光現象を観測し、統合軍は警戒態勢に移行する。
出現ポイントが月軌道上ということもあり、まだ相当の距離があったので、統合軍にもまだわずかながらも余裕があるはずであったが、突然マクロスの主砲発射システムが起動。メインブリッジクルーの操作も受け付けず発射される。マクロス艦長ブルーノ・J・グローバルはこの時点で初めて、マクロスはゼントラーディ軍に対する監察軍のブービートラップであったことを認識する。
砲撃は接近しつつあったピケット艦を直撃し、同艦は轟沈。もう1隻も至近距離を通過した主砲の衝撃波により撃沈される。この先制攻撃により監察軍が地球に潜伏していると誤認したゼントラーディ軍は、すぐさま戦闘部隊を地球へ向け進撃、これに対し統合宇宙軍はアームド級宇宙空母2隻とオーベルト級宇宙駆逐艦、艦載機であるVF-1 バルキリーやゴースト、ランサーIIで応戦したため、双方とも宣戦布告、通告無しで戦闘状態へ突入することとなる。統合軍はこの戦闘において反応兵器を使用、ゼントラーディ軍艦艇を撃沈する戦果をあげるものの、圧倒的なゼントラーディの火力と戦力差の前に、衛星軌道上の統合宇宙軍は壊滅状態に陥る。
この時点で、ゼントラーディ軍は交戦している相手が監察軍ではないことを察知するものの、銀河系辺境惑星の原住生命体である地球人類が幻の兵器と言い伝えられている反応兵器を所持、そして監察軍の戦艦を修復、運用できるほどの科学技術を保有していることに衝撃を受ける。
防衛線を突破したゼントラーディ軍は地球へと降下し、マクロスを目標に襲来。南アタリア島での地上戦が展開されることになる。マクロスは衛星軌道上で戦闘を行っている統合宇宙軍と合流するため地上から発進しようとするものの、重力制御システムの不備（固定器具の金属劣化による、システムの離脱）により地上に墜落する。再度、地球製推進器にて上昇を開始、いったんは衛星軌道上まで到達するものの、ゼントラーディ軍からの砲撃により、合流を阻止される。グローバルは艤装が行われていないマクロスではこれ以上の戦闘は困難であり、艦内や南アタリア島のシェルターに避難した住民を含む民間人と進宙式の来賓の安全確保が最優先との判断から、月の裏側（月には統合宇宙軍の月面アポロ基地があり、ある程度の戦力が保有されていた）への脱出を試みるべく、フォールド航行の決行を決断する。
マクロスは衛星軌道上より降下して、南アタリア島上空で人類史上初のフォールド航行に突入、地球圏から離脱する。ブリタイ艦隊はマクロスを追跡して同圏内より撤退する。
この異星人ゼントラーディとの戦闘は統合政府により厳重な報道管制が敷かれ、後日「南アタリア島は反統合勢力のゲリラ活動により全滅」との偽りの公式発表が行われる。

## 戦争の経過
フォールドシステムの原因不明の暴走により、マクロスは南アタリア島一帯と避難民5万8千人を包括したまま、月の裏側ではなく冥王星軌道上に転移する。しかも、フォールドシステム自体が消失（システム本体のみ亜空間へフォールドしたと推測される）という事態となり、通常航行での地球帰還を余儀なくされる。更に、フォールドシステムが消失した影響で主砲発射が不可能になるなど、多数のトラブルが発生する。
これらの問題をトランスフォーメーションや、ピンポイントバリア、ダイダロスアタック等の開発により解決しながら断続的に襲来するゼントラーディ軍を退けつつ、地球への帰還を目指す。地球までの長大な距離、ゼントラーディ軍の追跡艦隊（ブリタイ艦隊）との戦力比は絶望的な状況であったが、統合海軍所属のプロメテウス級攻撃空母と、統合陸軍のデストロイドシリーズを満載した強襲揚陸艦ダイダロスも同時に転移していたことが不幸中の幸いであった。プロメテウスとダイダロスは、本来アームド級宇宙空母が結合される予定であった右舷と左舷に艦尾を改造の上結合され、マクロスの防衛任務に従事する。
ゼントラーディ軍においては、地球にはあえて侵攻せず、反応兵器のノウハウを入手するべく、マクロスを中心に広域的な包囲網を展開すると同時に地球人の実態を探るため、散発的な戦闘やスパイ活動による情報収集を繰り返しながらマクロスの追跡を開始する。
そのころ地球では、異星人の脅威が現実となったことにより、アームド級宇宙空母の実戦配備、グランドキャノンの実働準備など、地球全土的の臨戦態勢へ移行しはじめる。しかし、ASS-1の落下以来、地球の防衛準備を進めてきた地球人類であったが、統合戦争終戦からわずか2年しか経過しておらず、グランドキャノンはアラスカの1号機すら未完成。マクロス級2番艦 SDF-2 メガロード（のちのメガロード-01）も月面アポロ基地で建造中という状況で、事態の展開に間に合わないことは明白であった。
西暦2009年11月、戦闘で使用不能になった長距離レーダーの補完のために発艦した偵察機キャッツアイと、その護衛任務に就いたバーミリオン小隊の3機が哨戒任務中にゼントラーディ軍に拿捕される。キャッツアイパイロットは死亡するものの、オペレーターとして搭乗していた早瀬未沙中尉と、バーミリオン小隊隊長一条輝少尉、同小隊隊員マクシミリアン・ジーナス（マックス）伍長、柿崎速雄伍長の4名は捕虜として、ブリタイ・クリダニクやボドルザー司令長官による尋問が行われる。こうしてゼントラーディ人とのファーストコンタクト後、脱走に成功し、奇跡的にマクロスへ生還した早瀬大尉（生還に伴い一階級昇進）と、バーミリオン小隊3名（一条は中尉に昇進。マックスと柿崎は少尉に特進）の報告からゼントラーディ軍の全容が明らかとなる。
フォールド暴走事故から9か月後、ついにマクロスはゼントラーディ軍の包囲網の突破に成功、大気圏に突入すると太平洋に着水し、地球への帰還を成し遂げる。しかし統合軍総司令部は、敵軍の追跡を受けながら帰還してきたマクロスの受け入れに難色を示し、民間人の上陸も許可せず、マクロスに囮として地球圏離脱の命令を発令する。グローバルと早瀬のゼントラーディ軍に関する報告も、脱出の最中に記録映像を消失していたことと、敵軍のあまりの規模に現実感に乏しく、統合軍上層部の危機感は依然薄いままであった。
上層部の無情な決定に反発したグローバルは、マクロスを強攻型の状態で市街地を飛行させて民間人の受け入れを迫り、統合軍との一戦も辞さない構えを見せる。そんな中、マクロスと統合軍の一連のやり取りを傍受していた北米オンタリオ自治区が民間人の受け入れを表明、統合軍もオンタリオ自治区の提案を支持したことでようやくマクロス艦内の民間人に安息の日々が訪れるかに思われたが、民間人の上陸が開始された直後にカムジン艦隊がマクロスを急襲する。マクロスは全方位バリアを展開して攻撃を防ぐが、過負荷状態となったバリアが暴走して大爆発を起こし、オンタリオ自治区の中心市街地が壊滅する。
市街地が壊滅したことでオンタリオ自治区は態度を硬化させ、受け入れ提案を撤回。地球での居場所がなくなったマクロスは補給・整備を終えると、民間人を収容したまま再び宇宙へと出撃する。

## 同盟条約締結
ゼントラーディ軍内部にも、スパイによって持ち込まれた情報や鹵獲品によって地球文化に対するカルチャーショックによる混乱が広がり、とうとうブリタイ艦隊の一部の兵士らがマクロスへ亡命、または出撃命令拒否という、暴動寸前までの騒動となる。これ以上の戦闘継続が困難と判断した艦隊司令官ブリタイ・クリダニクは、マクロスと単独で停戦交渉を打診する事態となる。
一方、マクロスも囮として発進した以上、統合軍からの援軍も期待できる状況ではなく、自衛のため、マクロス艦内の民間人の安全を確保するために独断で停戦交渉の申し入れを受託、了承する。
ゼントラーディからの交渉の使者として、ゼム一級記録参謀エキセドル・フォルモがマイクローン化してマクロスに来艦。双方の状況説明と情報交換を行い、停戦交渉を開始する。その頃ブリタイは、自分と同様に地球圏に派遣されていたラプラミズに停戦交渉状況を説明するも、その話の際にボドル基幹艦隊総攻撃移動を知り文化に触れた自分達も地球人と共に消されると判断しゼントラーディ軍からの離反を決意。
停戦交渉の最中にボドル基幹艦隊総旗艦総攻撃移動を知らされたエキセドルはボドル基幹艦隊への共同攻撃をマクロスに提案する。
マクロス側と同様にブリタイ側でもラプラミズとカムジン・クラヴシェラに対して自らが置かれている状況を説明し、同盟参加への説得を試みる。これに対してラプラミズは了承するものの、カムジンは反対し、艦隊ごと地球圏から離脱する。
エキセドルからの情報によりゼントラーディ軍の命令系統や軍規の概要を把握したマクロス・ブリタイ同盟艦隊は、圧倒的な劣勢を挽回する作戦を話し合い、共に基幹艦隊への抵抗手段を立案する。それは「基幹艦隊の旗艦が撃沈された際には、残存艦隊は速やかに戦闘を中断し、近くの他の基幹艦隊へと撤退する」という軍規を逆手にとり、命令系統上位の艦隊旗艦、そしてボドル基幹艦隊総旗艦であるフルブス・バレンスへの集中攻撃という作戦であった。

## 対基幹艦隊戦
第118基幹艦隊（ボドル基幹艦隊）司令長官ボドルザーは、地球人捕虜を尋問した際に、地球人はプロトカルチャーではないかとの疑念を抱いていた。彼らの知るプロトカルチャーの定義とは「文化を持ったマイクローン」であり、地球人類はその定義に当てはまったからである。その疑念はブリタイやスパイからの報告によりますます大きくなり、ブリタイ艦隊とラプラミズ艦隊の離反によって確信へと変わる。これ以上のカルチャーショックによる自軍の体制崩壊を恐れたボドルザーは、基幹艦隊の全戦力をもって地球人類の駆逐を決定する。
西暦2010年2月11日 マクロス標準時間 午前10時30分、地球圏全域に計測限界を越える約480万隻（4,790,122隻）の大規模艦隊が出現。
ここに至り、ようやく統合軍上層部は事態の深刻さを悟り、統合宇宙軍の総戦力を結集するが、アームド級6隻、宇宙駆逐艦125隻を戦闘配備できたにすぎなかった。地上のアラスカ総司令部では、基幹艦隊への通信の呼びかけと同時にグランドキャノンの発射準備が急ピッチで進められたが、通信は完全に無視され、基幹艦隊は軌道爆撃を開始する。
このとき、月軌道上より観測された地球は、太陽より明るく輝いたという。数億、数十億もの火線が空から一斉に降り注ぎ、地上のあらゆる物質が蒸発、気化、消滅する。この間わずか5分。たった5分の戦闘で統合宇宙軍は全滅、地上はプラズマ化した物質が衝撃波となって吹き荒れる。この軌道爆撃によって地球の全生命体の99％以上が消滅する。
マクロス標準時間 午前10時40分、地理的要因も幸いして、アラスカ総司令部は直撃を免れていた。ようやくグランドキャノン発射の準備が整い、宇宙へ向けて第一射を発射。発射されたグランドキャノンは120度の射撃角偏向を40秒間行い、上空に展開していたゼントラーディ軍艦艇約80万隻の撃破に成功する。発射終了後、偏向調整を行い、第二射の準備に入るが、地表に大型砲撃兵器の存在を察知した基幹艦隊はアラスカへの集中爆撃を行い、アラスカ総司令部は沈黙。ついに地球統合軍はマクロスを残して壊滅する。

## リン・ミンメイ作戦
地球総爆撃を尻目にマクロス・ブリタイ同盟艦隊が突入作戦発動の準備を整えている最中、スカル隊隊長の一条輝中尉から画期的な戦術案が具申される。それはリン・ミンメイの歌を全周波数に発信し、ゼントラーディ軍のカルチャーショックを誘発させ、敵の士気を低下させると共に味方の士気を鼓舞するというものであった。（なお、リン・ミンメイの歌を流すのには、敵味方の識別信号の補助手段（ミンメイの歌が発信されている艦、艦載機は味方とわかる）の意味合いもあった）また、エキセドルからミンメイとリン・カイフンのキスシーンも追加提案され、絶大な効果を発揮することとなる。
早速この戦術案は採用され、「リン・ミンメイ作戦」と命名、メインブリッジ中央部に特設ステージを設置するなど、準備が急ピッチで進められる。この作戦はブリタイの賛同も得て、ブリタイ艦隊によりゼントラーディ語に同時翻訳、歌と映像をゼントラーディ軍の全使用周波数に一斉発信する確約を得る。こうして、全ての準備が整ったマクロス・ブリタイ同盟艦隊は、陣営を整え、基幹艦隊へと突入を開始する。
ミンメイの「私の彼はパイロット」のスタートと同時に、同盟艦隊はグランドキャノンによって基幹艦隊の一角が手薄となっていた宙域から突入。先鋒は数百機からなる無人戦闘機ゴーストが投入される。陣営の建て直しを図っていた宙域にゴースト部隊は突入すると、戦闘ポッド等の小型機動兵器の掃討を行い、次いで300機以上からなるスーパーバルキリー隊が突入、使用制限を解除された反応弾を一斉に発射して、敵大型艦艇を掃討する。
そのうえでマクロス・ブリタイ同盟艦隊が射程圏内に侵入するが、基幹艦隊からの反撃はなく、リン・ミンメイ作戦の成功を確信した同盟艦隊は、突入陣形からの一斉射撃を繰り返してフルブス・バレンスへの接近を図る。やがてカルチャーショックから立ち直った艦隊から反撃されるものの、依然指揮系統は混乱したままで、基幹艦隊の反撃は無秩序で散発的なものに過ぎなかった。
それでも400万隻対1,000隻という数の差はいかんともしがたく、敵防衛網突破に苦戦していた同盟艦隊に、戦域より離脱していたカムジン艦隊が援軍として合流する。勢いに乗った同盟艦隊は防衛網を突破し、フルブス・バレンスへの接近に成功。マクロスは艦首と、ダイダロス、プロメテウス先端にピンポイントバリアを展開させたマクロス・アタックにて内部への突入を敢行する。
マクロスはフルブス・バレンスの内部構造物を破壊しながら中枢部への突入に成功し、搭載していた全反応弾を一斉発射。誘爆から艦を防御するために全方位バリアを展開、脱出を図る。さしもの巨大要塞フルブス・バレンスも内部からの反応兵器による攻撃と引き起こされた反応炉の誘爆により衛星軌道上で爆沈。かろうじて脱出に成功したマクロスは、重力に引かれて地球に降下する。この要塞の爆発により、基幹艦隊も100万隻近い艦艇が巻き込まれる。航行可能な残存艦隊は軍規に基づき、フォールド航行にて戦域より離脱。マクロス・ブリタイ同盟艦隊の艦艇もそのほとんどが爆発に巻き込まれ、爆沈または地表へと落下していく。
こうして、両陣営とも壊滅的なダメージを受け、組織的な戦闘継続は困難となり、実質的にこの時点で第一次星間大戦はかろうじて人類の勝利という形で終結することとなる。

## 戦後

### 終戦
フルブス・バレンスが沈んだとはいえ、約2,000隻（そのうち、マクロス・ブリタイ同盟艦隊側の艦艇は100隻にも満たなかった）のゼントラーディ艦艇が地上へと落下、艦内にはいまだ相当数のゼントラーディ兵が生存していた。戦闘ポッド等の搭載兵器も健在、充分に戦闘可能であり、マクロスが統合軍アラスカ総司令部跡に降下、着底してから約12時間後、生き残ったゼントラーディ兵がマクロスを襲撃、同様に世界各地に落着していた同盟艦隊の艦艇にも基幹艦隊の残存ゼントラーディ兵が襲来し、世界各地で地上戦が開始される。
どちらの陣営にも浮上航行可能な艦艇は1隻も残っておらず、地球爆撃による放射性降下物（フォールアウト）の激しい黒い雨の中、疲弊しきった双方の戦力は血みどろの地上戦を繰り広げる。
同盟艦隊側はリン・ミンメイや、史上初となる地球人とゼントラーディ人の異星間結婚を果たしたマクシミリアン・ジーナスとミリア・ファリーナ・ジーナス夫妻による、停戦・和平を呼びかける「PR作戦」を展開。この作戦が功を奏し、ゼントラーディ残存兵も次々と停戦、和平の道を選択し、基幹艦隊撃破から約1か月後の西暦2010年3月、ようやく大規模な戦闘行為は終了し、第一次星間大戦の終戦宣言が行われる。
同年同月、衛星軌道を含む地球全土の生存者探索を行ったところ、地下シェルター、月面アポロ基地等から合計約100万人の生存者が発見される。総人口100億を超える人類であったが99.99%を失うという事態となり、囮として放逐されたマクロス艦内の方が生存率が高かったという結果となる。一方、ゼントラーディ人の生存者は約800万人となる。
生存者探索と同時に地球大気圏の成分調査を行ったところ、基幹艦隊の軌道爆撃により地上の物質が灰燼と化し、放射線等に被曝するなど、大気圏は著しく汚染されており、一応の呼吸は可能であったものの、長期的観点からは人体に悪影響を及ぼすことが判明する。汚染された空気や土壌の浄化のために、大量の化学反応剤を散布する「地球大気浄化作戦」を開始。

### 新統合政府の樹立と宇宙移民計画
西暦2010年4月、壊滅した地球統合政府を再建させるためにマクロスを中心として新統合政府（正式名称：新統合宇宙政府）が樹立、地球統合軍はマクロスやアポロ基地の残存兵力とブリタイ艦隊揮下のゼントラーディ兵力を再統合し、新統合軍として再編される。初代新統合政府総司令（総帥）には、マクロス艦長であるグローバルが就任し、地球人類復興の大任を担うこととなる。
同年同月、ゼントラーディ人への教育プログラムを開始、同時に希望者はマイクローン化を開始。
西暦2010年5月、新統合政府は落着したマクロスを中心に都市を建造する「マクロス・シティ計画」を発動。同様に世界各地に落着したゼントラーディ艦艇を中心に、都市の建立が開始される。ゼントラーディのマイクローン装置の技術を活用したクローニングにより、世界各地のシェルターからかき集められた動植物、種子、染色体等の複製を開始する。複製された植物や種子は、新統合政府の慎重な再生管理プログラムにより、荒廃した大地へと散布されていった。
西暦2010年6月、基幹艦隊からの爆撃を免れたアポロ基地にて、建造が中断していたマクロス級2番艦 SDF-2 メガロードを、超長距離移民船としてメガロード級移民船1番艦 SDF-2 メガロード-01に仕様変更して建造が再開される。同時に基幹艦隊再襲来に備え、太陽系内パトロールのためバルキリー大隊が配備される。地球においては、マクロス艦内に新統合軍中枢指令所を設置。
西暦2010年12月、地上に落着していたが損傷が軽微であったブリタイ艦は修復・改良を受け、新統合宇宙軍の1番艦として就役。艦長は引き続きブリタイ・クリダニクが就任する。以後ブリタイは新統合宇宙軍艦隊総司令官に就任し、地球圏防衛の任と地球文化の保守に尽力する。
西暦2011年8月、基幹艦隊の再襲来への備えと、人類種の保守・保存を目的とした人類移民計画（銀河播種計画）を立案。メガロード級による大規模長距離移民プランと、既存艦艇を再利用した小中規模近距離移民プランが併進される。この近距離移民プランの成功例が、『マクロスプラス』の舞台となる惑星エデンである。
西暦2012年1月、カムジン・クラヴシェラを首謀者としたゼントラーディ暴動勢力の強襲にて、第一次マクロス・シティ攻防戦が勃発する。マクロスは2年ぶりに再浮上し、主砲とダイダロスを含む右舷を大破しながらも撃退に成功する。この戦闘で大破したマクロスであったが、攻防戦終結後に全面大修復が行われる。第一次装甲の全面換装や主砲を含む対空砲を修復したほか、ダイダロスとプロメテウスは艦籍抹消・廃艦となり、本来接続されるはずであったアームド級を両舷に搭載し、ほぼ当初の計画通りの形状へと修復される。

### 銀河大航海時代
西暦2012年9月、第1次超長距離移民船団メガロード-01が出航。遂に地球人類の永劫の夢であった宇宙進出が開始される。以降も定期的にメガロード級を旗艦とする超長距離移民船団が地球を出航、2030年からは新マクロス級超長距離移民船団が地球や移民惑星エデンから出航する。
作品世界では大戦終結後も数々の事件、反乱、戦役が勃発しており、小太刀右京による『マクロスF』の小説版『マクロスフロンティア』では、本大戦後の戦乱期を総じて「第二次星間大戦」と表記する歴史学者もいるとされている。

## 劇場版
劇場版では、開戦前状況はほぼテレビ版と同様であるが、ゼントラーディ軍 対 監察軍の敵対図が、ゼントラーディ軍 対 メルトランディ軍へと変更されている。それに伴い、ASS-1も監察軍所属の砲撃戦艦から、メルトランディ軍所属の長距離砲撃戦艦へと設定が変更された。
開戦時期はテレビ版と同じく西暦2009年2月であるが、ASS-1の航跡を追跡してきたブリタイ7018アドクラス艦隊による攻撃で、マクロスのフォールド失敗による冥王星軌道上への転移からほどなく、地球は全滅したとされている。また、テレビ版ではマクロス
艦内テレビ局MBS開局イベントとして開催されたミスマクロス・コンテストであるが、劇場版においてはマクロス進宙式開催セレモニーのタイアップイベントとして、南アタリア島で開催された。
土星宙域でスカル小隊所属の一条輝少尉が、アイドル歌手のリン・ミンメイを同乗させるという軍用訓練機（VT-1）の私的使用が発覚。早瀬未沙大尉と民間協力者リン・カイフン、スカル小隊隊長ロイ・フォッカー少佐が二人を連れ戻すために発艦。おりしも地球人検体入手の命を受けたカムジン03350指揮の部隊が接触し、5人全員が捕獲され、乗機も全機が鹵獲される。
ブリタイ艦内での尋問後、メルトランディ軍による奇襲の混乱に乗じて、一条と早瀬は脱出に成功するが、フォッカーはカムジン03350と交戦して戦死する。ブリタイ艦のフォールドに巻き込まれる形で、一条機のVT-1は荒廃した地球へとフォールドアウトする。その後、1か月におよぶ地球探索の後、西暦2009年9月に地球に帰還したマクロスとの合流に成功し、一条と早瀬の両名は奇跡の生還を成し遂げる。
劇中では、地上での生存者は一人も確認されず、統合軍のアラスカ総司令部のみ溶岩などで埋もれていたことが言及されているが、月面アポロ基地や衛星軌道都市などについての描写や明言はされていない。
マクロスの地球帰還からほどなくして、メルトランディ軍と交戦中であったマクロスにボドル基幹艦隊が接触、和平交渉が提案される。基幹艦隊からは和平への交換条件として、拉致していたリン・ミンメイとリン・カイフンの身柄が返還され、またボドルザーの所有していた「愛・おぼえていますか」の楽曲プレートカードへの歌詞作成が提示される。親善大使としてワレラ25258、ロリー28356、コンダ88333の3名がマイクローン化してマクロスへ来艦、記者会見と歓迎セレモニーが開催され、このセレモニーの様子は、マクロス艦内テレビ局にて放映される（ボドル基幹艦隊側ではマクロスからの映像や電波の受信は禁止されていたが、ブリタイのようにひそかに視聴する者もいる）。こうして和平交渉は締結。しばしの平穏が訪れ、マクロス側で「愛・おぼえていますか」の歌詞作成が開始されるものの、メロディーラインのクオリティに匹敵する歌詞の作成は難航を極める。
そのような状況の中、早瀬未沙が地球探索の際にプロトカルチャーの遺跡都市アルティラから持ち帰っていたプレートカードが、「愛・おぼえていますか」の歌詞カードであることに気付き、自室の端末を駆使し、独力での翻訳に成功する。
「愛・おぼえていますか」完成とほぼ同時期に、それまでボドル基幹艦隊と交戦していたモルク・ラプラミズ艦隊が地球圏に出現。マクロス側は「愛・おぼえていますか」の完成を、決戦への切り札として故意に秘匿する。ボドル基幹艦隊とモルク・ラプラミズ艦隊は地球圏で戦闘を開始し、ボドル機動要塞の味方を巻き込んだ主砲の砲撃によりラプラミズ艦隊の旗艦であるラプラミズ級機動要塞は撃沈される。その際、地表の遺跡都市アルティラに降下していたマクロスにもゼントラーディ艦隊より攻撃が行われるが、マクロスは最大戦速にて離脱に成功、戦域に突入することになる。
リン・ミンメイの歌う「愛・おぼえていますか」によりカルチャーショックを受けた基幹艦隊の混乱の間隙を縫うように、マクロスはボドル機動要塞への接近を図る。ゼントラーディ砲撃戦艦の接近により危うく撃沈される寸前、ボドルザーに反旗を翻したブリタイ艦隊らの援護を得て、マクロスは機動要塞内部への突入に成功。メインブリッジ直衛を行っていたスカル隊のVF-1Sが特務により機動要塞中枢に突入、ボドルザーを直接攻撃し打倒する。制御中枢を失った機動要塞もフォールドシステムの暴走を伴いながら崩壊し、ゼントラーディ、メルトランディ双方からの援護を得た人類の勝利という形で終戦を迎える。

## 『ロボテック』版
ハーモニーゴールド USA社（Harmony Gold USA）がライセンス取得、同一世界の異なる時代と世代を描いた、連続する１つの大河ストーリーとして翻案、再編集された作品である『ロボテック』版でも国内のテレビシリーズ版と 作戦構成や戦況推移は同様であるが、基幹艦隊480万隻（" 4.8 million "）、に対し、ブリタイ・クリダニク配下の地球と同盟を結んだ96万隻の艦隊および、僅少な地球艦隊の総数がマクロス含む地球由来の艦艇12隻（" 960,000 " plus Earth fleet Macross and 11 "）で、戦力比が4.99：1と戦略的に辛勝の望める合理的な艦隊数比率に修正されている（ただし、地球同盟側の生存艦船の総数が 500隻から 600隻 " Only a few hundred warships survive the battle " と説明される）。
また、リン・ミンメイの声優が駆け出し期のレベッカ・フォースダット（レバ・ウェスト名義）であること、歌曲、背景音楽が西欧風に変更されていることや、指揮系統を混乱させるための「リン・ミンメイ作戦」" Linn Minmei Oprations " も「愛は流れる」が 戦意高揚歌風の " We Will Win " に変更されていることもあって、視聴印象はかなり異なるものとなった。